# 베지 버거
베지 버거(영어: Veggie burger)는 원료로 고기를 사용하지 않는 패티이자 그 패티를 사용한 햄버거를 의미한다. 일반적으로 채소, 협과, 견과류, 버섯, 콩, 밀가루, 달걀 등으로 만든다.

## 역사
베지 버거라는 이름 그 자체는 1982년 그레그 샘스에 의해 런던에서 만들어졌으며 "VegeBurger"로 불렀다. 그레그와 자신의 형제 크레이그는 1960년대 이후로 패딩턴에서 자연 식품 식당을 운영하였고, 런칭한지 3주 안에 사우샘프턴의 까르푸 하이퍼마켓에서 2000 포장이 판매되었다.
"가든버거"라는 이름의 초기 베지 버거는 1980년, 1981년 즈음 폴 웨너가 오리건주 그레셤에 위치한 웨너의 채식주의자 식당 "더 가든하우스"에서 개발하였다.

베지 버거
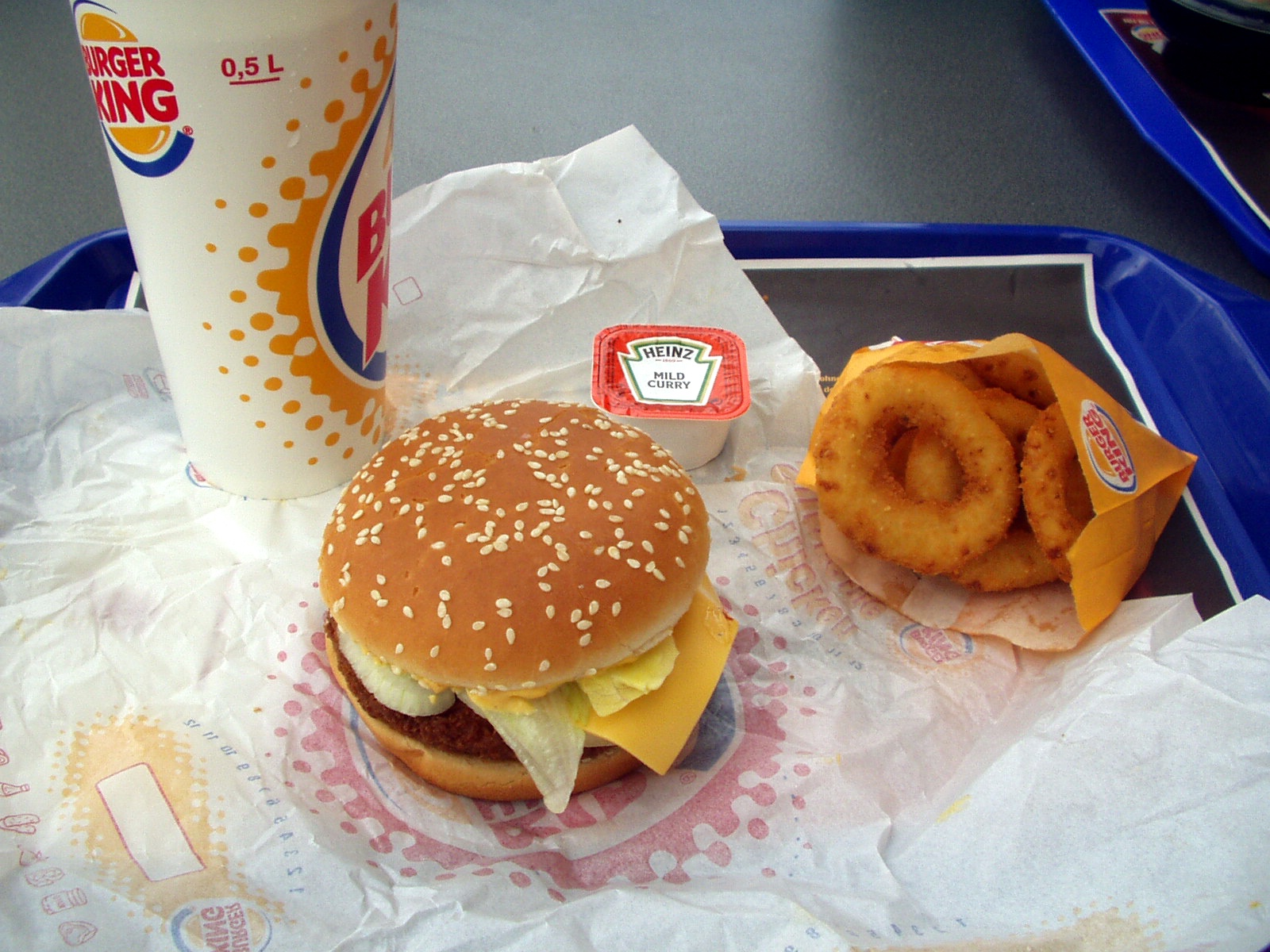
베지 버거가 포함된 버거킹 베지 세트. 독일.
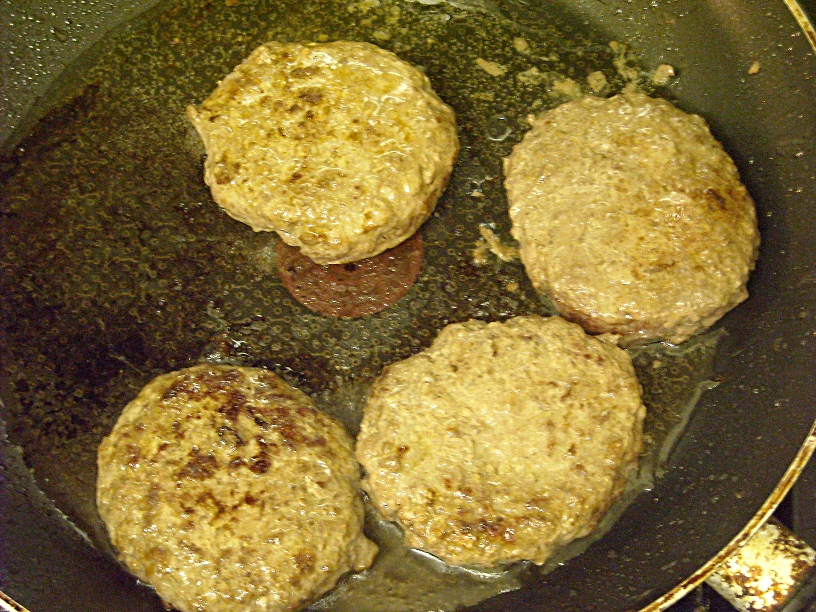
채식주의자의 비건 버거를 조리 중이다
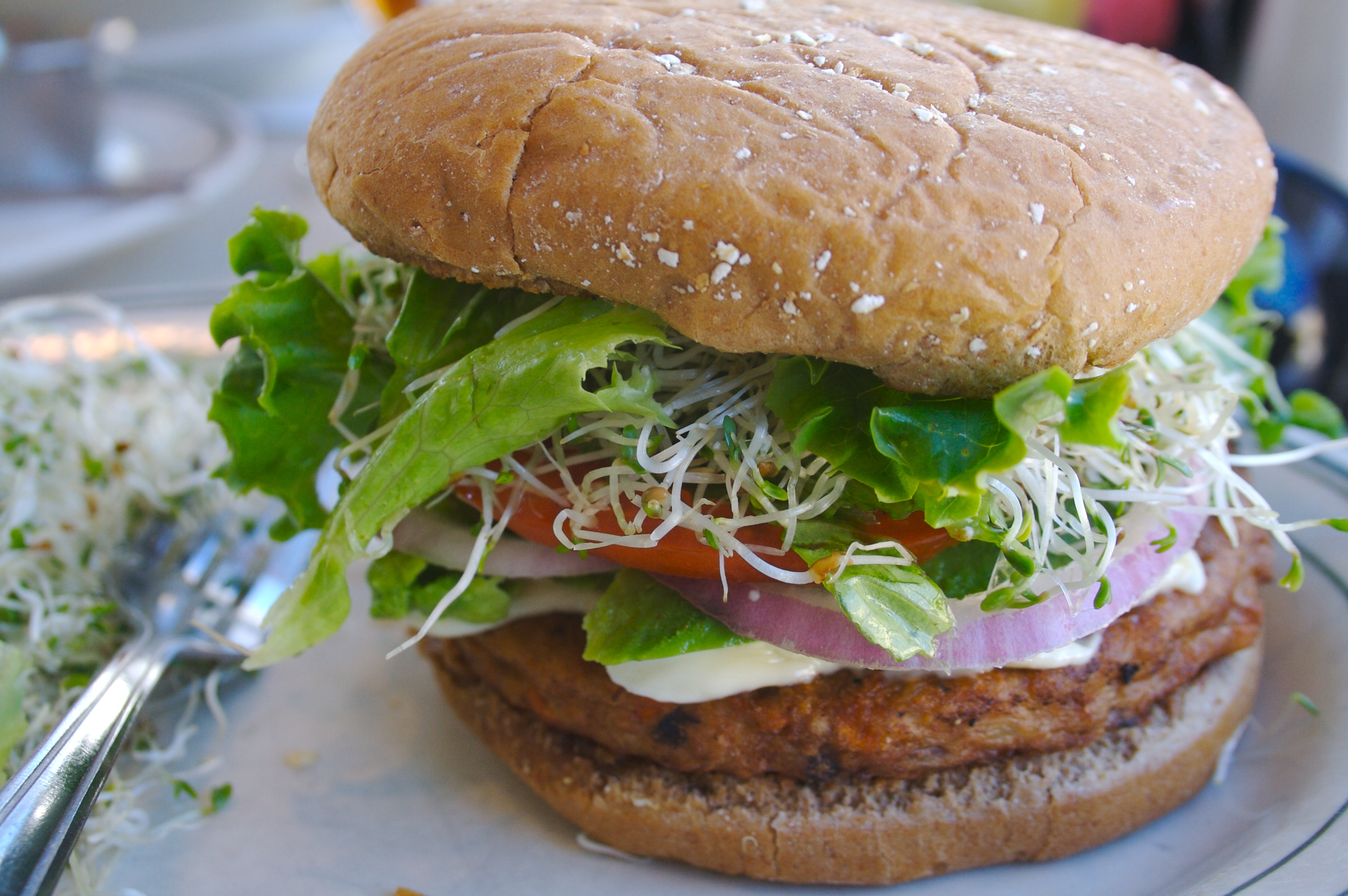
채소 토핑이 있는 베지 버거
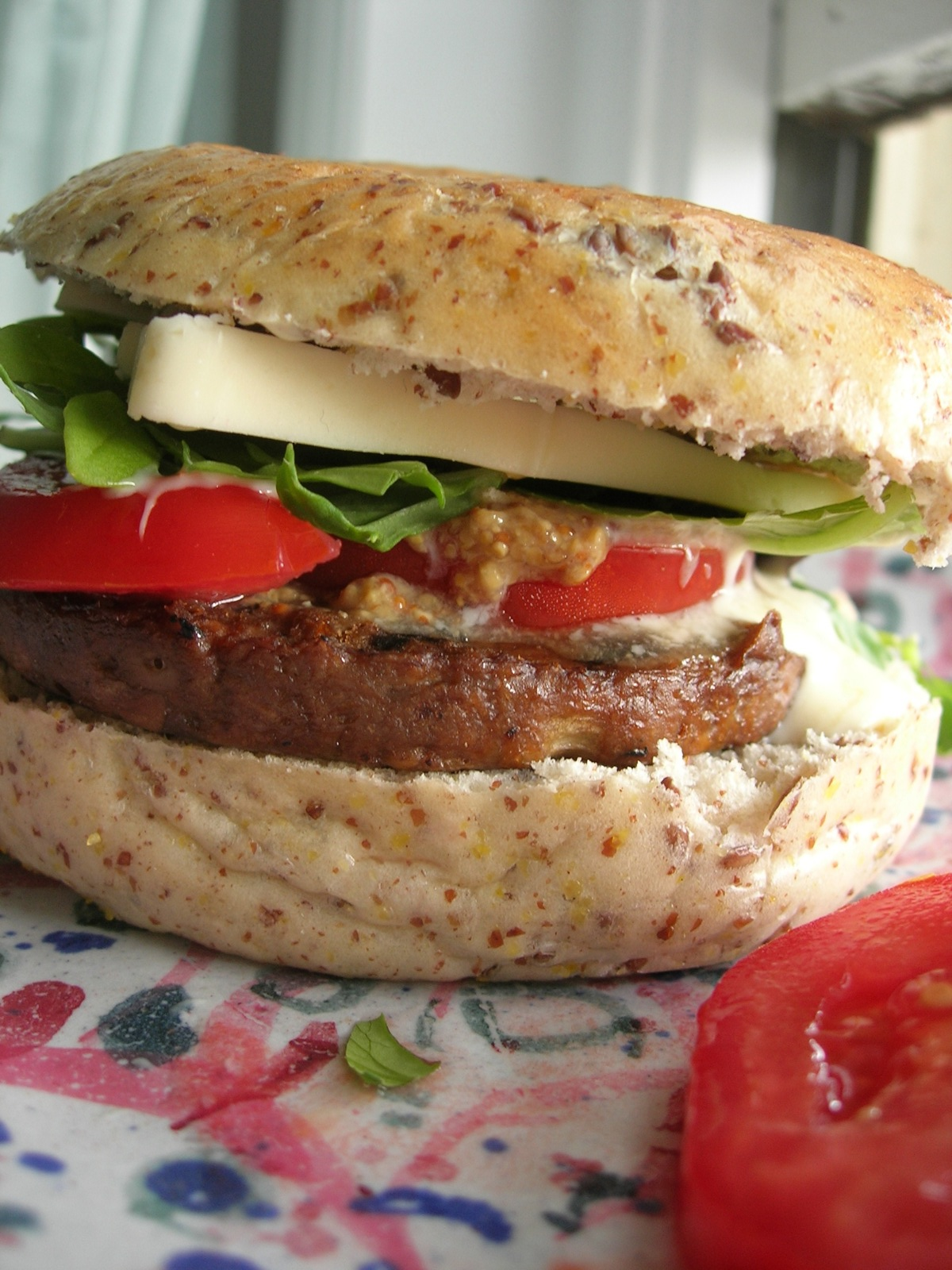
베지 버거를 확대한 모습

## 같이 보기
- 식물성 고기

- 채식주의